# 23 июля
23 июля — 204-й день года (205-й в високосные годы) по григорианскому календарю.
До конца года остаётся 161 день.
До 15 октября 1582 года — 23 июля по юлианскому календарю, с 15 октября 1582 года — 23 июля по григорианскому календарю.
В XX и XXI веках соответствует 10 июля по юлианскому календарю.

## Праздники и памятные дни
См. также: Категория:Праздники 23 июля

### Международные
- Всемирный день китов и дельфинов

### Национальные
- Республика Абхазия — День флага
- Египет — Годовщина Июльской революции 1952 года
- Южная Осетия — День работников СМИ[2]
- Индонезия — День детей[3]

### Региональные
- США — День хот-дога (некоторые организации и штаты продолжают отмечать 23 июля Hot Dog days[англ.] вместо 3 среды июля)

### Религиозные
Православие
- Положение честно́й ризы Господа нашего Иисуса Христа в Москве (1625)[6];
- память мучеников 45-ти в Никополе Армянском: Леонтия, Маврикия, Даниила, Антония, Александра, Ианикита (Аникиты), Сисиния, Менеи, Вирилада и прочих (ок. 319)[7];
- память преподобного Антония Киево-Печерского, начальника всех русских монахов (1073);
- память преподобного Силуана, схимника Печерского, в Дальних пещерах (XIII—XIV);
- память мученика Аполлония Иконийского (III)[8];
- память мучеников Вианора и Силуана (IV)[9];
- память преподобных пустынников египетских, огнём и дымом уморённых (ок. 398);
- память преподобных Евмения (1920) и Парфения (1905) Гортинских;
- память священномучеников Василия Победоносцева, Петра Зефирова и Стефана Луканина, пресвитеров, Георгия Бегмы и Нестора Гудзовского, диаконов (1918):
- празднование в честь Коневской иконы Божией Матери.

### Исторические
- Римская империя — Нептуналии. Праздник в честь бога Нептуна.

### Именины
- Католические: Бригида, Аполлинария.
- Православные: Александр, Антон, Даниил, Пётр.

## События
См. также: Категория:События 23 июля

### До XIX века
- 971 — русский князь Святослав Игоревич провёл военный совет у стен Доростола (Болгария) и решил дать последний бой в ходе войны с Византией.
- 1453 — в битве при Гевере герцог Бургундии Филипп III Добрый наголову разгромил ополчение восставшего Гента[10].
- 1533 — в Стамбуле был заключён первый австро-турецкий мирный договор, согласно которому бо́льшая часть Венгрии оказалась в вассальной зависимости от турок
- 1687 — в Париж прибыло первое русское посольство.
- 1697 — экспедиция Владимира Атласова поставила крест около устья реки Крестовая на Камчатке (13 июля по старому стилю)[11].
- 1711 — подписан Прутский договор, по которому Россия возвращала Турции Азов и обязалась разрушить крепость Таганрог.
- 1722 — сражение при Эндирее в рамках Персидского похода Петра I.
- 1759 — Пальцигское сражение Семилетней войны.

### XIX век
- 1812 — бой под Салтановкой Отечественной войны.
- 1831 — начало холерного бунта в Старой Руссе.
- 1840 — Британия объявила о том, что Канаде будет предоставлен статус самоуправляющейся территории.
- 1847 — Гельмгольц в Немецком физическом обществе выступил с докладом о сохранении энергии[12].
- 1864 — учреждён Новороссийский университет.
- 1867 — в России создано Туркестанское генерал-губернаторство.
- 1873 — французский художник Гюстав Курбе перешёл через швейцарскую границу, навсегда оставив родину. Причиной данного шага стало обвинение художника в организации сноса Вандомской колонны в дни Парижской Коммуны и наложение на него штрафа в 330 000 франков золотом.
- 1874 — Александр Николаевич Лодыгин получил привилегию № 1619 на лампу накаливания. Его изобретение было запатентовано и в нескольких европейских странах, Петербургская АН присудила ему в этом году Ломоносовскую премию, а в конце года было создано «Товарищество электрического освещения А. Н. Лодыгин и Ко».
- 1894 — японские войска заняли корейский дворец Кёнбоккун и устроили государственный переворот[13].

### XX век
- 1901 — немецкий врач Роберт Кох объявил, что люди обычно не заражаются туберкулёзом от крупного рогатого скота, никакие предосторожности от этого не нужны. Утверждение позже опровергли[14][15].
- 1903 — спустя месяц после образования корпорации «Ford Motor Company» она выпустила в продажу свой первый автомобиль «модель А». В течение первого года своего существования компания произвела 1700 автомобилей. Первый автомобиль, выставленный на продажу, был описан как «наиболее совершенная машина на рынке, которую в состоянии водить даже 15-летний мальчик». Первый автомобиль был продан доктору Е. Пфеннингу (англ. Ernst Pfenning) из Чикаго, который купил машину месяц спустя после регистрации компании, к большой радости обеспокоенных акционеров, нервно наблюдавших за уменьшением банковского баланса до $223.
- 1906 — вышел первый номер первой газеты на осетинском языке — «Ирон газет».
- 1908 — конец Младотурецкой революции. Восстановление конституции Турции.
- 1917 — в Москве открылся 1-й Всероссийский авиасъезд, на котором избран Авиасовет — первая общественная организация в авиации.
- 1918 — Омское правительство провозгласило независимость Сибири, отмену всех большевистских законов, восстановление помещичьей собственности на землю.
- 1923 — на базе больницы графа Н. П. Шереметьева открыт институт травматологии и неотложной помощи им. Н. В. Склифосовского, который через некоторое время был реорганизован в НИИ скорой помощи им. Н.В Склифосовского.
- 1941 — проведены успешные испытания первой серийной пусковой установки БМ-13, изготовленной заводом «Компрессор» по документации СКБ В. П. Бармина.
- 1950 — Катастрофа C-46 под Мертл-Бич — крупнейшая в Южной Каролине (39 погибших).
- 1951 — в Рокенкорте (Франция) открыта штаб-квартира НАТО.
- 1952 — Июльская революция в Египте.
- 1968 — впервые в истории террористами захвачен гражданский самолёт с заложниками[16]. Боевики Народного фронта освобождения Палестины совершили первый (и единственный) успешный угон самолёта израильской авиакомпании «Эль-Аль».
- 1974 — в Греции свергнута диктатура «чёрных полковников» и основана Третья республика.
- 1975 — Канада закрыла свои атлантические порты для советских рыболовецких кораблей.
- 1979 — духовный лидер Ирана аятолла Хомейни запретил трансляцию музыки в связи с тем, что это развращает молодёжь.
- 1980 — запуск космического корабля Союз-37, в составе его экипажа в космос отправился первый космонавт из Азии, вьетнамец Фам Туан (Phạm Tuân).
- 1982
  - Принято решение о повсеместном запрете вылова китов в коммерческих целях.
  - На съёмках фильма «Сумеречная зона» произошла катастрофа вертолёта Bell UH-1 Iroquois, погибли 3 человека.
- 1983
  - Гибель 13 солдат армии Шри-Ланки в засаде боевиков организации «Тигры освобождения Тамил-Илама». Начало гражданской войны на Шри-Ланке.
  - Планер Гимли: после отказа двигателей Boeing 767 компании Air Canada совершил аварийную посадку на заброшенной авиабазе.
- 1985 — на боевое дежурство поставлены ракеты «Тополь».
- 1992 — Верховный Совет Абхазии провозгласил независимость от Грузии.
- 1993 — Катастрофа BAe 146 в Иньчуане, погибли 55 из находившихся на борту 119 человек.
- 1994
  - В Санкт-Петербурге начались Игры доброй воли 1994.
  - Вступил в силу Закон «О Конституционном Суде РФ»
- 2000 — открыт новый естественный спутник крупнейшей планеты Солнечной системы — Юпитера. Это самый маленький по размерам спутник из всех известных, его диаметр составляет 4,8 км. Открытие сделано астрономами университета Аризоны и подтверждено обсерваторией Массачусетса.

### XXI век
- 2002 — учёные получили подтверждение одной из самых загадочных легенд — о существовании морских чудовищ. На острове Тасмания на берег выбросило гигантского кальмара. Весил он четверть тонны, а длина его щупальцев превышала 15 метров.
- 2010 — на британском шоу X Factor был основан англо-ирландский бойз-бэнд One Direction.
- 2011 — столкновение поездов в Вэньчжоу. 40 погибших, более 210 раненых.
- 2014 — катастрофа ATR 72 в аэропорту Пэнху, 48 погибших.
- 2015 — с помощью телескопа «Кеплер» найдена первая экзопланета земного типа, которая находится в зоне обитаемости солнцеподобной звезды — Kepler-452 b.
- 2016 — в Кабуле во время демонстрации произошёл теракт, погибло около 80 человек.
- 2018 — в Греции начались лесные пожары в Аттике, погибло 102 человека.
- 2021 — в Токио прошла церемония открытия летних Олимпийских игр 2020 года.
- 2023 — вторжение России на Украину: ракетный удар российских войск по Одессе, разрушен Спасо-Преображенский собор.

## Родились
См. также: Категория:Родившиеся 23 июля

### До XIX века
- 1401 — Франческо Сфорца (ум. 1466), основатель династии правителей Милана, кондотьер.
- 1649 — Климент XI (в миру Джанфранческо Альбани; ум. 1721), 243-й папа римский (1700—1721).
- 1714 — граф Михаил Воронцов (ум. 1767), российский государственный деятель и дипломат.
- 1769 — Алексей Титов (ум. 1827), русский военный (генерал-майор) и композитор.
- 1792 — Пётр Вяземский (ум. 1878), русский поэт, литературный критик, историк, переводчик, публицист, государственный деятель.

### XIX век
- 1826 — Александр Афанасьев (ум. 1871), русский писатель, собиратель фольклора, историк, литературовед.
- 1851 — Педер Северин Кройер (ум. 1909), датский живописец.
- 1859 — Владимир Палладин (ум. 1922), русский ботаник и биохимик, академик, один из основоположников школы биохимиков растений.
- 1884
  - Альберт Уорнер (ум. 1967), второй из четырёх братьев — основателей голливудской кинокомпании Warner Brothers.
  - Эмиль Яннингс (ум. 1950), немецкий актёр, первый обладатель «Оскара» за лучшую мужскую роль (1929).
- 1886 — Борис Григорьев (ум. 1939), русский художник, после революции эмигрировавший во Францию.
- 1888 — Рэймонд Чандлер (ум. 1959), американский писатель, автор детективов.
- 1889 — Жорж Анненков (наст. имя Юрий Павлович Анненков; ум. 1974), русский и французский художник и литератор.
- 1892
  - Владимир Климов (ум. 1962), учёный, академик, конструктор авиадвигателей, дважды Герой Социалистического Труда.
  - Хайле Селассие I (ум. 1975), последний император Эфиопии (1930—1974).
- 1899
  - Густав Хайнеман (ум. 1976), немецкий политик, федеральный президент Германии (1969—1974).
  - Павел Лукомский (ум. 1974), врач-терапевт, кардиолог, академик АМН СССР, один из основателей советской школы кардиологии.

### XX век
- 1906 — Владимир Прелог (ум. 1998), швейцарский химик-органик, лауреат Нобелевской премии (1975).
- 1908 — Элио Витторини (ум. 1966), итальянский писатель, критик, переводчик.
- 1910 — Пимен (в миру Сергей Михайлович Извеков; ум. 1990), патриарх Московский и всея Руси (1971—1990).
- 1915 — Михаил Матусовский (ум. 1990), советский поэт-песенник.
- 1920 — Амалия Родригиш (ум. 1999), португальская певица, «королева фаду».
- 1921 — Юрий Катин-Ярцев (ум. 1994), советский актёр театра и кино, театральный педагог, народный артист РСФСР.
- 1922 — Дамиано Дамиани (ум. 2013), итальянский кинорежиссёр, сценарист, актёр и писатель.
- 1923 — Сирил Корнблат (ум. 1958), американский писатель-фантаст.
- 1931 — Михаил Гулько, советский и американский певец и музыкант, исполнитель русского шансона.
- 1934 — Семён Аранович (ум. 1996), советский кинорежиссёр, народный артист России.
- 1941 — Флора Керимова, певица, народная артистка Азербайджана.
- 1946
  - Александр Кайдановский (ум. 1995), советский и российский актёр театра и кино, кинорежиссёр, сценарист.
  - Энди Маккей, британский музыкант, композитор, участник группы Roxy Music.
- 1950 — Владимир Мегре, российский писатель.
- 1953
  - Юрий Козлов, советский и российский писатель.
  - Валерий Михайловский, артист балета, балетмейстер, заслуженный артист РСФСР.
  - Вивьенн Патриша Скелфа, американская певица, автор песен и гитаристка, в составе группы E Street Band член Зала славы рок-н-ролла.
- 1956 — Тенгиз Сулаквелидзе, советский футболист, серебряный призёр чемпионата Европы (1988).
- 1957 — Никос Галис, греческий баскетболист, чемпион Европы (1987), член Зала славы баскетбола.
- 1960 — Джон Ландау (ум. 2024), американский кинопродюсер.
- 1961
  - Мартин Гор, английский музыкант, певец, композитор, участник группы Depeche Mode.
  - Луис Фернандо Монтойя, колумбийский футбольный тренер, лучший тренер Южной Америки 2004 года.
  - Вуди Харрельсон, американский киноактёр, обладатель премии «Грэмми».
- 1963
  - Иван Демидов, российский телеведущий и продюсер.
  - Слободан Живоинович, югославский теннисист, экс-первая ракетка мира в парном рейтинге.
- 1965 — Слэш  (наст. имя Сол Хадсон), британский музыкант, гитарист американской рок-группы Guns N’ Roses.
- 1967 — Филип Сеймур Хоффман (ум. 2014), американский актёр и режиссёр театра и кино, лауреат «Оскара», «Золотого глобуса», др. наград.
- 1968
  - Гэри Пэйтон, американский баскетболист, чемпион НБА (2006), двукратный олимпийский чемпион (1996, 2000).
  - Стефани Сеймур, американская супермодель и актриса.
- 1973
  - Моника Левински, американка, участница секс-скандала, едва не приведшего к импичменту президента США Б. Клинтона.
  - Фрэн Хили, шотландский музыкант, солист группы «Travis».
- 1974 — Морис Грин, американский бегун-спринтер, двукратный олимпийский чемпион, многократный чемпион мира.
- 1976
  - Александр Олешко, актёр театра и кино, телеведущий, певец, пародист, заслуженный артист России.
  - Юдит Полгар, венгерская шахматистка, международный гроссмейстер.
  - Ральф Штёкли, швейцарский кёрлингист.
- 1978 — Хезер Мойс, канадская бобслеистка и регбистка, двукратная олимпийская чемпионка в бобслее.
- 1982 — Пол Уэсли, американский актёр и продюсер.
- 1983 — Аарон Пирсол, американский пловец, 5-кратный олимпийский чемпион
- 1987 — Юлиан Нагельсман, немецкий футбольный тренер.
- 1989 — Дэниел Рэдклифф, британский актёр театра и кино, исполнитель роли Гарри Поттера.
- 1991 — Дмитрий Орлов, российский хоккеист, обладатель Кубка Стэнли, чемпион мира.
- 1994 — Давид Гляйршер, австрийский саночник, олимпийский чемпион в одиночках (2018).
- 1995 — Клава Кока, российская певица, автор песен и видеоблогер.
- 1998 — Деандре Эйтон, багамский баскетболист.
- 2000 — Антонио Бланко, испанский футболист.

## Скончались
См. также: Категория:Умершие 23 июля

### До XX века
- 1645 — Михаил Фёдорович (р. 1596), первый русский царь из династии Романовых (с 1613).
- 1757 — Доменико Скарлатти (р. 1685), итальянский композитор и клавесинист, создатель сонатного аллегро.
- 1773 — Джордж Эдвардс (р. 1694), английский натуралист и орнитолог, «отец британской орнитологии».
- 1795 — Алексей Антропов (р. 1716), русский художник, живописец-портретист.
- 1808 — граф Яков Сиверс (р. 1731), российский государственный деятель, дипломат, один из организаторов Вольного экономического общества.
- 1840 — Карл Блехен (р. 1798), немецкий художник-пейзажист.
- 1875 — Исаак (Айзек) Меррит Зингер (р. 1811), американский изобретатель, создавший популярную модель швейной машины.
- 1885 — Улисс Грант (р. 1822), американский политик, генерал армии, 18-й президент США (1869—1877).

### XX век
- 1914 — Владимир Мещерский (р. 1839), русский писатель, публицист, издатель журнала «Гражданин».
- 1916 — Уильям Рамзай (р. 1852), английский химик, открывший инертные газы, лауреат Нобелевской премии (1904).
- 1920 — Борис Тураев (р. 1868), русский историк, востоковед.
- 1926 — Виктор Васнецов (р. 1848), русский живописец и архитектор.
- 1927 — Артур Хоффман (р. 1857), швейцарский государственный деятель, президент Швейцарии (1914).
- 1930 — Гленд Хаммонд Кёртисс (р. 1878), американский изобретатель гидроплана.
- 1932 — Альберто Сантос-Дюмон (р. 1873), бразильский авиатор.
- 1934 — Георгий Дюперрон (р. 1877), основатель российского футбола и Олимпийского движения в России.
- 1948 — Дэвид Уорк Гриффит (р. 1875), американский кинорежиссёр, актёр, сценарист и продюсер.
- 1951
  - Анри Филипп Петен (р. 1856), французский военный и государственный деятель, маршал Франции.
  - Роберт Флаэрти (р. 1884), американский кинорежиссёр, один из основоположников документального кино.
- 1955 — Корделл Халл (р. 1871), 47-й Госсекретарь США (1933—1944), лауреат Нобелевской премии (1945).
- 1957 — Джузеппе Томази ди Лампедуза (р. 1896), итальянский аристократ и писатель.
- 1963 — Александр Герасимов (р. 1881), художник, президент Академии художеств СССР (1947—1957).
- 1966 — Монтгомери Клифт (р. 1920), американский актёр.
- 1968 — Генри Дейл (р. 1875), английский фармаколог, лауреат Нобелевской премии (1936).
- 1974 — Никандр Ханаев (р. 1890), певец (тенор), народный артист СССР.
- 1982
  - Бетти Парсонс (р. 1900), американская художница, скульптор, коллекционер и арт-дилер.
  - Аркадий Трусов (р. 1905), актёр театра и кино, заслуженный артист РСФСР.
- 1990 — Кэндзиро Такаянаги (р. 1899), японский инженер, один из основателей компании JVC.
- 1991 — Нора Галь (наст. имя Элеонора Гальперина; р. 1912), советский переводчик, литературовед, критик.
- 1992 — Арлетти (наст. имя Леони Батиа, р. 1898), французская актриса театра и кино, певица, модель.
- 1999 — Мулай Хассан Алауи (р. 1929), король Марокко (1961—1999).

### XXI век
- 2001 — Юдора Уэлти (р. 1909), американская писательница и фотограф.
- 2004 — Серж Реджани (р. 1922), французский актёр театра и кино, художник и певец.
- 2006 — Андрей Разбаш (р. 1952), советский и российский продюсер, режиссёр, телеведущий.
- 2007
  - Эрнст Отто Фишер (р. 1918), немецкий химик, лауреат Нобелевской премии (1973).
  - Захир-шах (р.1914), король Афганистана с 1933 по 1973.
- 2011 — Эми Уайнхаус (р. 1983), британская певица, автор песен.
- 2012 — Салли Райд (р. 1951), астронавт, первая женщина США, побывавшая в космосе.
- 2014 — Ксения Маринина (р. 1922), советский и российский телережиссёр, создательница и художественный руководитель телепередачи «Кинопанорама», народная артистка РФ.
- 2024 — Робин Уоррен (р. 1937), австралийский патолог и учёный, лауреат Нобелевской премии по физиологии и медицине (2005).

## Приметы
- Громоносец.
- «Глухой гром — к тихому дождю, гром гулкий — к ливню».
- Если гром в постный день — у рыбаков будет хороший улов рыбы[17].